# Adam Śmigielski (duchowny)
Adam Stefan Śmigielski (ur. 24 grudnia 1933 w Przemyślu, zm. 7 października 2008 w Sosnowcu) – polski duchowny rzymskokatolicki, salezjanin, doktor nauk teologicznych, rektor Wyższego Seminarium Duchownego Towarzystwa Salezjańskiego w Krakowie w latach 1975–1981, przełożony prowincjalny inspektorii wrocławskiej św. Jana Bosko w latach 1986–1992, biskup diecezjalny sosnowiecki w latach 1992–2008.

## Życiorys
Urodził się 24 grudnia 1933 w Przemyślu jako ósme dziecko Stanisława (zawodowego oficera, a później urzędnika kurii przemyskiej) i Józefy (absolwentki szkoły gospodarczej, zajmującej się wychowywaniem dzieci). Od 1946 kształcił się w miejscowym Liceum Ogólnokształcącym im. Kazimierza Morawskiego. W 1951 uzyskał świadectwo dojrzałości. W tym samym roku rozpoczął nowicjat w Towarzystwie Salezjańskim. Profesję zakonną złożył w 1952 w Kopcu, a śluby wieczyste 2 września 1955 w Krakowie. W latach 1951–1953 odbył studia filozoficzne w Wyższym Seminarium Duchownym Towarzystwa Salezjańskiego w Krakowie, a w latach 1953–1956 studia teologiczne w Wyższym Seminarium Duchownym w Lublinie. 30 czerwca 1957 w archikatedrze św. Jana Chrzciciela i św. Jana Ewangelisty w Lublinie został wyświęcony na prezbitera przez miejscowego biskupa diecezjalnego Piotra Kałwę. W latach 1956–1959 studiował na Wydziale Teologicznym Katolickiego Uniwersytetu Lubelskiego (Sekcja Pisma św.), uzyskując magisterium z teologii i licencjat z Pisma św. Studia kontynuował w latach 1969–1971 na Wydziale Teologicznym Akademii Teologii Katolickiej w Warszawie, gdzie w 1971 uzyskał doktorat z teologii na podstawie dysertacji Rozwój idei Boga w Starym Testamencie. Specjalizację uzupełniał na studiach biblistycznych w Papieskim Instytucie Biblijnym w Rzymie w latach 1971–1974 i we Francuskiej Szkole Biblijnej i Archeologicznej w Jerozolimie w latach 1974–1975.
W latach 1969–1971 był kapelanem Zgromadzenia Sióstr od Aniołów w Chylicach. W latach 1975–1981 piastował stanowisko przełożonego wspólnoty salezjanów w Krakowie, a w latach 1982–1986 w Oświęcimiu. W latach 1986–1992 był przełożonym prowincjalnym inspektorii wrocławskiej św. Jana Bosko.
W latach 1959–1969 wykładał Pismo św. i języki biblijne w seminarium salezjańskim w Krakowie, w latach 1963–1966 był w nim prefektem studiów, a w latach 1975–1981 rektorem. W latach 1971–1974 pełnił funkcję wychowawcy w Międzynarodowym Instytucie Salezjańskim w Rzymie. Uczestniczył w pracach Komisji Episkopatu Polski ds. Seminariów, w latach 1966–1971 jako sekretarz, a w latach 1976–1991 jako członek.
25 marca 1992 został mianowany biskupem diecezjalnym nowo ustanowionej diecezji sosnowieckiej. 30 maja 1992 przyjął święcenia biskupie w katedrze Wniebowzięcia Najświętszej Maryi Panny w Sosnowcu i odbył ingres do kościoła katedralnego. Konsekrował go kardynał Józef Glemp, prymas Polski, któremu asystowali kardynał Franciszek Macharski, arcybiskup metropolita krakowski, i Stanisław Nowak, arcybiskup metropolita częstochowski. Na zawołanie biskupie wybrał słowa „Da mihi animas” (Daj mi dusze). W 1992 powołał kurię biskupią, sąd biskupi, wyższe seminarium duchowne (z siedzibą w Krakowie), diecezjalny Caritas, a w 2000 Centrum Edukacji Młodzieży „Kana”, erygował także diecezjalne studium katechetyczne w Sosnowcu i studium teologiczne dla świeckich w Olkuszu.
Jako jeden z pierwszych biskupów w Polsce w kurii diecezjalnej utworzył wydział młodzieżowy, a w każdym dekanacie ustanowił księdza odpowiedzialnego za sprawy młodzieży. W latach 2001–2004 przeprowadził I synod diecezjalny, który miał na celu ujednolicenie działalności duszpasterskiej w diecezji powstałej z połączenia części trzech innych jednostek. W 1999 gościł w Sosnowcu papieża Jana Pawła II podczas jego podróży apostolskiej do Polski. Współpracował z przedstawicielami samorządu lokalnego, wykazując apolityczną postawę, dwa razy w roku organizował świąteczne spotkania dla samorządowców i działaczy organizacji z terenu diecezji. Ustanowił 9 parafii, konsekrował 47 świątyń, wyświęcił 134 prezbiterów.
W strukturach Konferencji Episkopatu Polski był wiceprzewodniczącym Komisji ds. Misji i członkiem Komisji „Iustitia et Pax”.
Zmarł w wyniku choroby nowotworowej 7 października 2008 w Wojewódzkim Szpitalu Specjalistycznym im. św. Barbary w Sosnowcu. 11 października 2008 został pochowany na placu przy katedrze sosnowieckiej.

## Odznaczenia, wyróżnienia, upamiętnienie
Nadano mu honorowe obywatelstwo Sosnowca (2007), Będzina (2007), Czeladzi (2008), Jaworzna (2008) i gminy Klucze (2003). Został uhonorowany odznaką „Zasłużony dla Miasta Sosnowca” (2005).
Otrzymał tytuł Kawalera Znaku Polski Walczącej przyznany przez Światowy Związek Żołnierzy Armii Krajowej (2000), Order św. Stanisława nadany przez Bractwo Dam i Kawalerów Orderu Świętego Stanisława Biskupa i Męczennika (2003), Buławę Kasztelańską Będzina od starosty powiatu będzińskiego (2005), Kryształowy Laur Umiejętności i Kompetencji za rok 2006 przyznany przez Regionalną Izbę Gospodarczą w Katowicach i tytuł Honorowego Członka Towarzystwa Przyjaciół Będzina (2007).
Jego imieniem nazwano ulice w Sosnowcu (2009) i Będzinie (2017).